# Томас Лейн
Томас ТіДжей Лейн (англ. Thomas T.J. Lane; 19 вересня 1994) — американський злочинець. У віці 17 років 27 лютого 2012 року влаштував стрілянину в кафетерії своєї колишньої школи «Chardon High School», Шардон, Огайо, США. В результаті загинуло троє людей і ще двоє отримали поранення., після чого вбивцю затримала поліція.

## Коротка біографія
Томас М. Лейн народився 19 вересня 1994 року в місті Шардон, Огайо, США . У 2002 році його батько Томас Лейн-старший за замах на вбивство отримав рік в'язниці. Томас ріс цілком спокійною дитиною, у школі був одинаком і з боку інших учнів часто піддавався знущанням. У грудні 2009 року Томас був двічі заарештований за бійку в громадському місці. На його сторінці в соціальній мережі Facebook натяки на здійснення розстрілу школярів з'являлися двічі: 30 грудня 2011 року він оновив статус у якому з'явився напис «Помріть ви усі …», а 20 січня 2012 року він написав розгорнутий текст у пості про свою ненависть до людства.
За словами злочинця, у нього виникали дуже великі труднощі в спілкуванні з однолітками і йому було значною проблемою навіть просто заговорити з ними. Як казали його друзі, Лейн часто перебував у пригніченому настрої, але не настільки, щоб ставати вбивцею. За рік до скоєння вбивств Томас Лейн перейшов з «Chardon High School» в «Lake Academy». З характеристики звідти випливало, що він дуже доброзичливий, проте замкнутий, не впевнений в собі і неговіркий. Томас зізнався, коли йому прийшла ідея влаштувати стрілянину в колишній школі, а саме за три тижні до її здійснення.

## Зброя
Знаряддям вбивства послужив напівавтоматичний пістолет Ruger Mk III 22 калібру. Слідство встановило, що зброю разом з боєприпасами підліток вкрав у його дядька 26 лютого 2012 року. Також на момент скоєння злочину Томас Лейне мав при собі ніж. Після вбивств Лейн встиг викинути пістолет.

## День вбивства
У понеділок, 27 лютого 2012 року близько 7:30 ранку за місцевим часом Томас ТіДжей Лейн в майці з написом «Killer» («вбивця»), озброєний пістолетом Ruger Mk III 22 калібру, в самому розпалі ранкового сніданку забіг в кафетерій «Chardon High School» і справив 10 пострілів по групі випадково вибраних учнів, які сиділи за одним із столиків. Під вогонь потрапили п'ять осіб. 16-річний Деніел Пармертор загинув на місці від поранення в голову.
Чотири людини були доставлені в лікарню з важкими вогнепальними пораненнями. Також 18-річна Джой Рікерс отримала кілька ударів в результаті панічного стрибка під стіл і їй була надана медична допомога на місці. Тим часом шкільний тренер фізкультури Френк Холл обеззброїв того, хто стріляв, проте Тому вдалося сховатися і через деякий час його заарештував помічник шерифа Джон Білікік. При цьому Лейн не чинив опору, у них відбулася лише невелика розмова:

(При арешті)
— Як тебе звати?
— Ті Джей Лейн.
— Що ти робиш?
— Я щойно вбив кількох людей.
— Чому?
— Не знаю.

(По дорозі в офіс шерифа)
— Скільки тобі років?
— Сімнадцять.
— У тебе що, проблеми?
— Ні.
— Ти вживав наркотики?
— Ні.
— Алкоголь?
— Ні.
— У тебе депресія?
— Ні.
— Скільки людей, думаєш, ти вбив?
— Гадки не маю.
— Тебе хтось розлютив?
— Ні, мене ніхто не злив. У мене нема проблем з людьми, вони навіть зі мною не розмовляють.

Томас неодноразово повторював, що не знає, чому він це зробив. Він розповів помічнику шерифа Джону Білікіку, що за день до стрілянини вкрав зброю з дому свого дядька. Ще він зізнався, що у нього десь чотири тижні тому виникла ідея влаштувати бійню. Також додав, що спеціально цілився в голови, щоб, нібито, не мучити своїх жертв.
28 лютого 2012 у 0:42, не приходячи до тями, померла друга жертва стрілка — 17-річний Расселл Кінг-молодший. А кілька годин по тому помер і третій поранений учень — 16-річний Дімітріес Хьюлін. 16-річний Нейт Мюллер отримав дотичне поранення голови і був виписаний на наступний день.
```
17-річний Нік Уоллзек, який отримав чотири поранення, був переведений з реанімації в палату загального режиму попри те, що був знерухомлений через поранення.
[
15
]
```

## Реакція суспільства
Губернатор штату Огайо Джон Касич вже через годину після того що відбулось виступив по радіо і телебаченню з заявою про трагедію. Він похвалив вчителя, який зупинив стрілянину і високо оцінив швидкість поліції. Сім'ям загиблих і поранених учнів губернатор пообіцяв надати матеріальну допомогу. На наступний день в штаті були приспущені державні прапори і оголошена жалоба.
28 лютого були закриті всі школи міста в знак жалоби. Лише 2 березня 2012 року навчання у всіх школах повернулося в нормальний процес. Увечері 27 лютого і весь день 28 лютого у багатьох церквах міста пройшли поминальні служби і молебні за якнайшвидше зцілення поранених. У цих заходах взяли участь кілька тисяч чоловік, в знак підтримки школи майже всі вони були одягнені в червоне (кольори Chardon High School). Увечері, 27 лютого «United Way of America» створило благодійний фонд, куди будь-який бажаючий міг перерахувати гроші для допомоги сім'ям постраждалих і загиблих. Тільки за одну добу на рахунок надійшло понад 150.000 $ . 28 лютого 2012 року 44-й президент США Барак Обама зателефонував губернатору штату Огайо і від імені своєї родини висловив співчуття у зв'язку з тим, що трапилося. 1 березня 2012 року 230 студентів, вчителів та працівників школи взяли участь в «Марші скорботи», організованому через соціальну мережу Facebook . Вони пройшли від центру міста до школи і поклали квіти біля входу в кафе-бар, в пам'ять про загиблих .
2 березня 2012 року в школі відновилися заняття в звичайному режимі. Кафетерій також продовжив працювати в звичайному режимі, тільки стіл, за яким сиділи жертви стрілянини, був накритий білою скатертиною, а на ньому стояли запалена свічка та портрети загиблих і постраждалих.
3 березня 2012 року всі загиблі були поховані на католицькому цвинтарі святої Марії в Крендон. Перед цим труни з тілами провезли по місту в супроводі 4-х байкерів обраних для почесної варти з місцевого байкерського клубу. У церемонії взяли участь близько півтори тисячі чоловік.

## Розслідування та суд
Перше слухання у справі Лейна відбулося 28 лютого 2012 року. Прокурор Девід Джойс заявив, що Томас Лейн зізнався, що вибрав жертв випадково не був знайомий з ними . Також він визнав свою провину у вбивствах. Суд вирішив залишити його під вартою в «Geauga County Juvenile Court» для неповнолітніх. Під час засідання Томас поводився досить спокійно і відповідав на запитання коротко.
6 березня 2012 Прокурор Девід Джойс попросив суд, щоб обвинуваченого підлітка судили як дорослого і вже 9 квітня 2012 було ухвалено рішення саме так судити Томаса ТіДжея Лейна. На засіданні 2 травня 2012 року стрілок був визнаний психічно нездоровим, але це від кримінальної відповідальності його не звільнило. 24 травня 2012 суддя Тімоті Гренделл ухвалив, що Лейна не відпустять під заставу. У разі обвинувального вердикту Лейн може провести у в'язниці все життя, проте вища міра покарання, іншими словами смертна кара, йому не загрожує.
На засіданні суду 8 червня 2012 року Лейну пред'явили остаточні обвинувачення за наступними пунктами: напад з використанням вогнепальної зброї, вбивство трьох осіб при обтяжуючих обставинах, замах на вбивство трьох осіб, що спричинило за собою тяжкі тілесні ушкодження. Лейн не визнав себе винним за даними пунктами звинувачення. Суд встановив заставу в розмірі 1 000 000 доларів. 18 червня 2012 року Лейн повинен був бути переведений з «Juvenile Detention Center» у вязницю для дорослих, проте завдяки зусиллям адвоката 20 червня 2012 суд ухвалив рішення, що він може залишитися за плату в 120 доларів в тиждень. Наступне засідання суду було намічено на 14 січня 2013 року, але пройшло на півтора місяця пізніше.
26 лютого 2013 року Томас ТіДжей Лейн визнав себе винним в одному епізоді нападу на людину, двох епізодах замаху на вбивство і трьох епізодах вбивства з обтяжуючими обставинами і . Після цих визнань прокурори заявили, що обмежаться довічним ув'язненням і не будуть вимагати для нього страти.

## Завершення суду
Оскільки в момент скоєння злочину Лейн був неповнолітнім, прокурори не могли вимагати для нього страти. У висновку психіатричної експертизи по ТіДжей Лейна констатується, що він страждає як слуховими (можливо, імперативними), так і, по меншій частині, зоровими галюцинаціями; також у злочинця був діагностований хронічний ендогенний психоз. Однак, в момент злочину, Томас був визнаним у здоровому глузді. 26 лютого 2013 року Томас Лейн, визнавши свою провину, так і не назвав причини, які штовхнули його на вбивство.
На вирішальному засіданні суду Лейн з'явився в синій сорочці, під яку надів білу футболку з написом «вбивця», виведеній чорним маркером. Після проголошення останнього слова злочинець показав непристойний жест «середній палець» присутнім у залі родичам своїх жертв, сказавши, що тепер мастурбує рукою, якою натиснув на спусковий гачок, в пам'ять того, що сталося, а під час оголошення вироку іронічно посміхався.
19 березня 2013 року суд засудив 18-річного Томаса Лейна за сукупністю вчинених ним злочинів до трьох довічних термінів ув'язнення без права на умовно-дострокове звільнення.

## В'язниця і втеча
З 5 листопада 2013 року для Лейна був посилений режим утримання, так як він кілька разів влаштовував бійки з іншими ув'язненими і злісно порушував дисципліну в тюрмі. Того ж місяця за спробу нападу на охоронця він відбув десять днів в карцері. Також співробітникам охорони в'язниці кілька разів доводилось знаходити в камері Лейна контрабандну марихуану.
28 серпня 2014 року Лейн був знову направлений в карцер за випорожнення сечового міхура у прогулянковому дворі в'язниці.
О 19:38 11 вересня 2014 року 19-річному Томасу Тідж Лейна разом зі своїм 45-річним сусідом по камері Клиффордом Ерлом Опперудом, засудженим до 25 років в'язниці з можливістю дострокового звільнення через 12 років за серію збройних грабежів, і ще одним ув'язненим — 33-річним Ліндсі Брюсом, також відбувають довічне ув'язнення за вбивство, вдалося втекти з в'язниці «Allen Oakwood Correctional Institution», перебравшись через стіну за допомогою саморобної драбини. Останній був затриманий менш ніж через годину пошуків. Томаса Лейна знайшли близько 1:20 ночі 12 вересня, він ховався в лісовому масиві за всього в кількох сотнях метрів від в'язниці. Через кілька годин (близько 5 годин ранку), в 11 кілометрах від виправної установи був схоплений і Опперуд.
20 вересня 2014 року всі троє були переведені до в'язниці особливо суворого режиму з 3-м рівнем безпеки " супермакси " «Ohio State Penitentiary», що знаходиться в місті Янгстаун. Там Лейн, Кліффорд Ерл Опперуд і Ліндсі Брюс проводитимуть 23 години на добу, замкненими в одиночних камерах з площею 3 на 4 метри.
Згідно даних за лютий 2016 року, після повторного повернення до в'язниці часто досі продовжують знаходити контрабандну марихуану в камері Лейна. Крім цього, він часто потрапляє в карцер за бійки з охороною і ув'язненими.